# Zvi Elpeleg

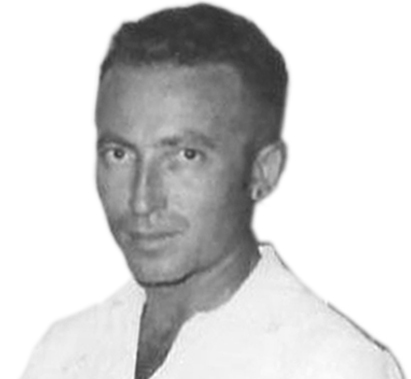
Zvi Elpeleg

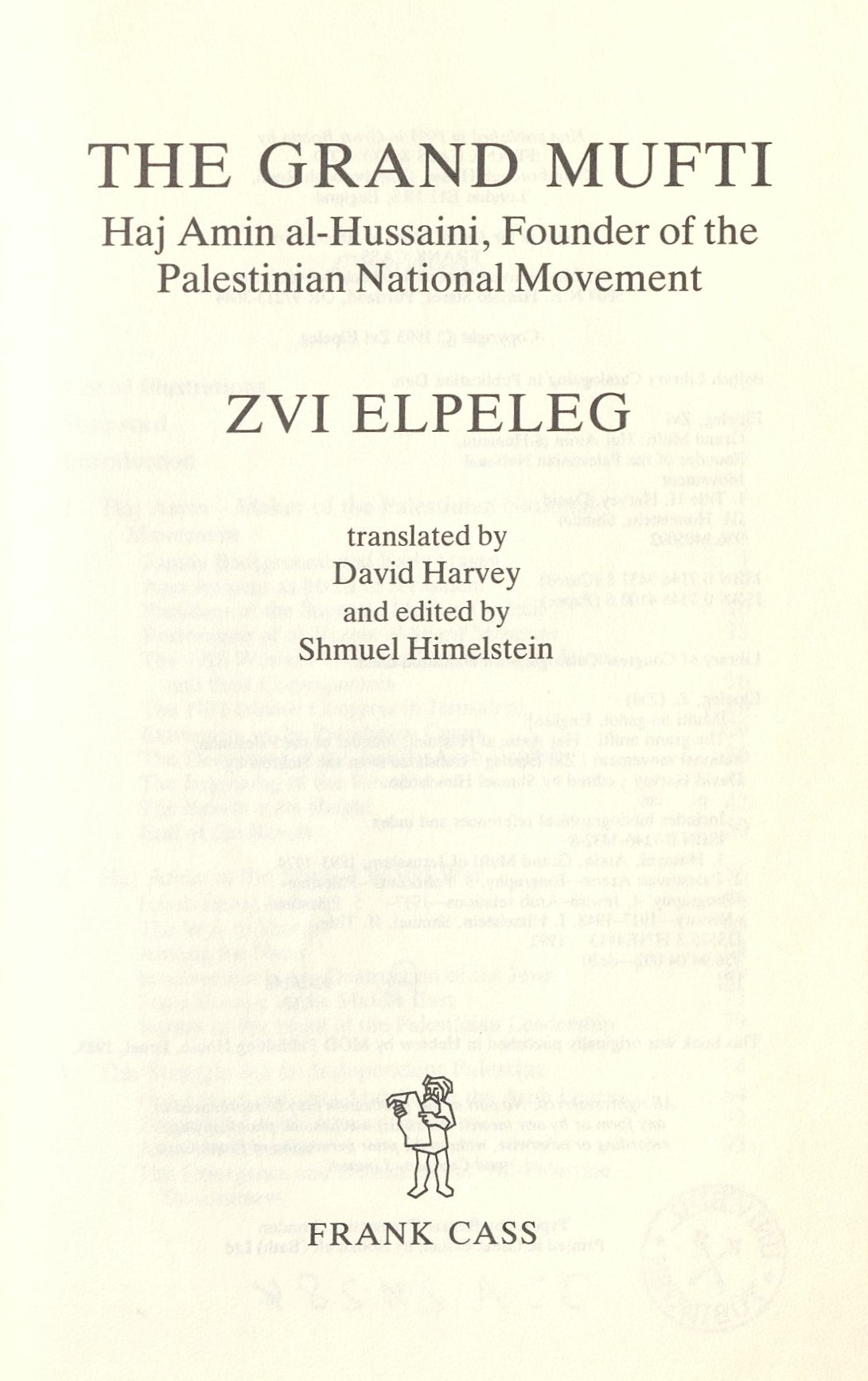
The grand Mufti (1993)

Zvi Elpeleg (* 1926 in Baranów, Polen; † 27. Juni 2015) war ein israelischer Berufssoldat, Arabist und Politiker (Awoda).

## Leben
Zvi Elpeleg wurde 1926 in Baranów bei Lublin geboren. Als er acht Jahre alt war, emigrierte seine Familie in das britische Mandatsgebiet Palästina. Elpeleg wuchs nun in Jaffa auf und studierte später in Tel Aviv Arabistik mit einem Schwerpunkt auf der Geschichte Palästinas.
Während seines Dienstes in den israelischen Streitkräften war er insgesamt fünfmal Militärgouverneur. Elpeleg war Mitglied des Zentralkomitees der Awoda und gehörte der israelischen Delegation bei israelisch-palästinensischen Friedensgesprächen an. Seit 1972 arbeitete er als senior researcher am Moshe Dayan Zentrum der Universität Tel Aviv. Diese Tätigkeit unterbrach er 1995, als er für zwei Jahre Botschafter in der Türkei wurde.
Elpeleg war zweimal verheiratet. Seine zweite Frau war die Dichterin Michal Snunit.

## Veröffentlichungen

### Schriften (Auswahl)
- The 1936–1939 Disturbances: Riot or Rebellion? In: The Wiener Bulletin, 1967.
- Why Was 'Independent Palestine' Never Created in 1948? In: The Jerusalem Quartely, 1989

### Bücher
- mit Shmuel Himelstein: The Grand Mufti: Haj Amin Al-Husseini, Founder of the Palestinian National Movement, Franck Kass publisher, London 1993
- als Herausgeber: Through the eyes of the Mufti: the essays of Haj Amin, translated and annotated, 2009